# Delima Jaya
Delima Jaya is een bestuurslaag in het regentschap Siak van de provincie Riau, Indonesië. Delima Jaya telt 880 inwoners (volkstelling 2010).